# Rhodes (district régional)
Le district régional de Rhodes (grec moderne : Περιφερειακή ενότητα Ρόδου) est l'un des districts régionaux de Grèce qui fait partie de la périphérie (région) de l'Égée-Méridionale. Ce district régional englobe des îles de l'archipel du Dodécanèse : Rhodes, Chálki, Kastellorizo, Symi, Tilos et quelques autres îles de la mer Égée.

## Administration
Dans le cadre de la réforme gouvernementale de 2011, le Programme Kallikratis, le district régional de Rhodes est créé sur une partie de l'ancien nome du  Dodécanèse. Il comprend 5 municipalités qui sont (numérotées selon la carte dans l'infobox) : 
- Chálki (15)
- Megísti (10)
- Rhodes (1)
- Symi (13)
- Tilos (14)